# Onciale 0186
- Papyrus
- Onciale
- Minuscules
- Lectionnaire

Le Codex 0186, portant le numéro de référence 0186 (Gregory-Aland), est un manuscrit du Nouveau Testament sur parchemin écrit en écriture grecque onciale.

## Description
Le codex se compose d'une folio. Il est écrit en deux colonnes, de 17 lignes par colonne. Les dimensions du manuscrit sont 18 x 15 cm. Les paléographes datent ce manuscrit du Ve ou VIe siècle,.
C'est un manuscrit contenant le texte incomplet de la Deuxième épître aux Corinthiens (4,5-8.10.13). 
Le texte du codex représenté est de type mixte. Kurt Aland le classe en Catégorie III. 
Lieu de conservation
Il est actuellement conservé à la Bibliothèque nationale autrichienne (Pap. G. 39788) de Vienne.